# H-23 (航空機)
ヒラー H-23
アメリカ陸軍のヒラー OH-23G
- 用途：多用途小型ヘリコプター
- 分類：ヘリコプター
- 製造者：ヒラー・エアクラフト
- 運用開始：1948年

ヒラー H-23 レイヴン（Hiller H-23 Raven）は、ヒラー モデル360を基とした3座の小型ヘリコプターである。ヒラー・エアクラフト社によりUH-12（"UH"はUnited Helicoptersを表す）と命名されたモデル360は、1948年に初飛行を行った。

## 開発

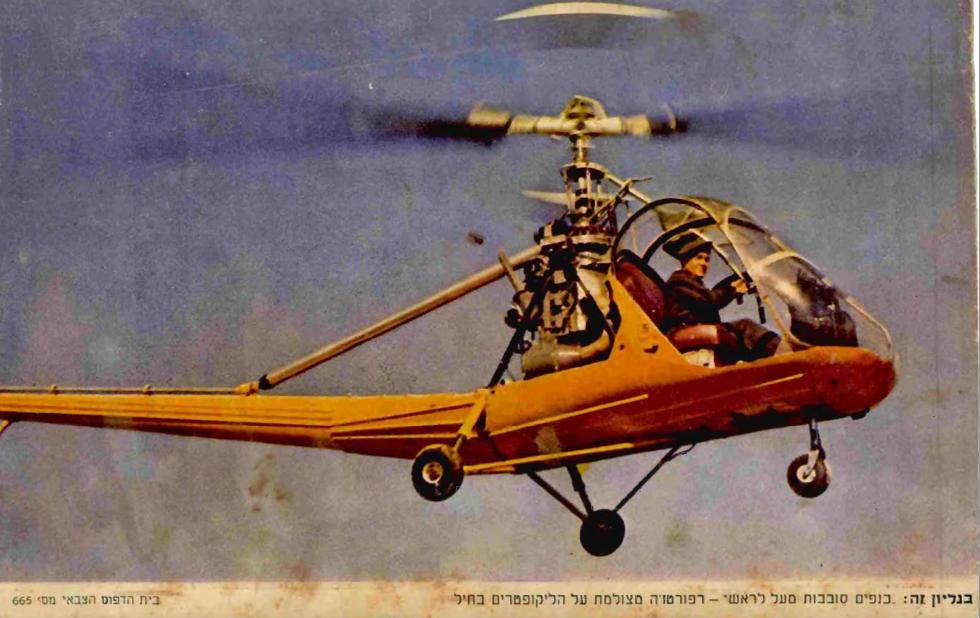
ヒラー モデル360

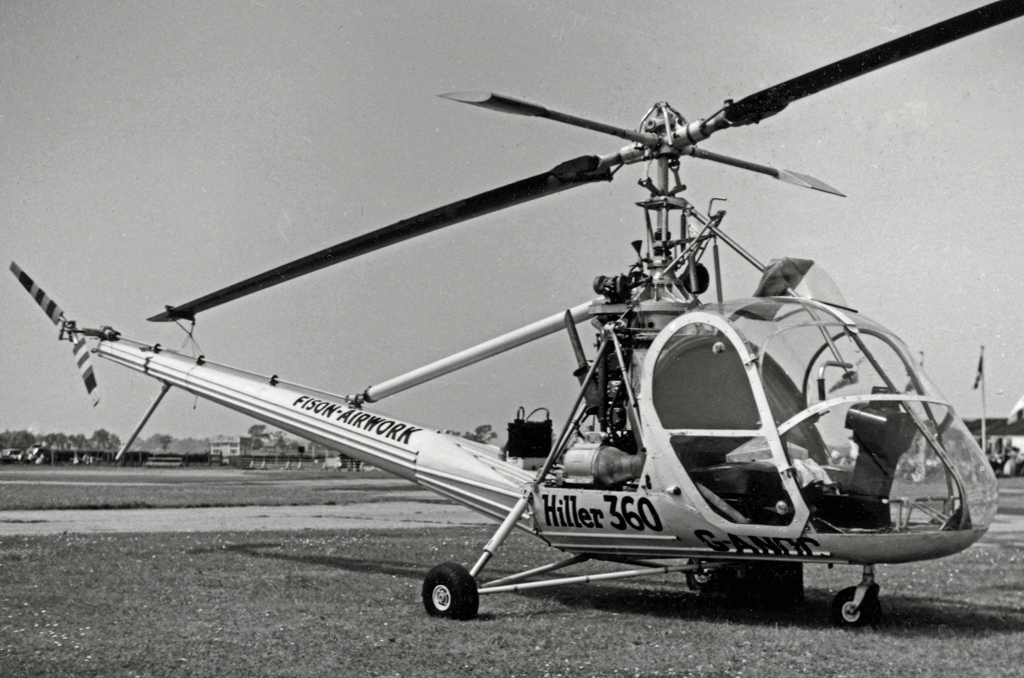
1955年にイギリスで空中農薬散布のデモンストレーションを行ったヒラー UH-12A

スタンレー・ヒラーは自身初のヘリコプターを15歳の時に設計し、19歳の時に初めて製作したXH-44を飛行させた。造船業界の大物ヘンリー・カイザーの援助を受けてヒラーは1946年にユナイテッド・ヘリコプターズ（United Helicopters）社を設立し、1947年にはH-23の基となる試作機のモデル360Xを開発した。翌年の1948年10月14日にCAAはモデル360に型式認証を発行した。
「ユナイテッド・ヘリコプターズ」社はモデル360をUH-12として生産を始め、同機は1949年にカリフォルニアからニューヨークへ飛び、ヘリコプターとして初の大陸横断飛行を行った。ヒラーがエンジンとローターブレードを改良してUH-12Aと命名された新しいモデルは、フランスとアメリカ合衆国で軍用として採用され、民間機としても数か国で使用された。

## 運用の歴史
H-23 レイヴンは朝鮮戦争期間中に多用途、観測、救急搬送ヘリコプターとして活用された。モデルとしてはAからD型、FとG型があった。H-23Aは傾斜した前面風防を持ち、H-23Bは初等練習ヘリコプターとして使用された。UH-23C以降のモデルは全てベル 47に似た「金魚鉢」（"Goldfish bowl"）キャノピーを備えていた。
レイヴンは主ローターブレードと90°の角度で交差する2つの小型サーボ・ローターパドルを持つヒラー社の「ローター＝マティック」（"Rotor-Matic"）サイクリック・コントロール・システムを使用していた。このパドルは操縦桿に繋がっていて操縦桿の動きによりサーボ・ローターパドルの迎え角が変化し、ローターに望んだ周期変化を生じさせるように主ローターブレードを動かした。OH-23の最高速度は97 mph (84 knots)であった。主ローターは2枚ブレードで、テールローターは金属製の2枚ブレードであった。OH-23BとOH-23Cの双方ともにフランクリン O-335-5Dエンジンを搭載していた。
OH-23Dは純粋な軍用仕様であり、0-435-23Cエンジンとより信頼性の高いトランスミッションを搭載していた。ほとんどのOH-23Dはより高出力305 hpのライカミング O-540-9A 空冷 水平対向6気筒エンジンを搭載したレイヴンの中で最も一般的なOH-23Gに代替された。OH-23Gは3名分の座席を備え、救急搬送仕様は機外のスキッド上に載る2床分の担架かポッドが取り付け可能であった。レイブンは1968年初めにOH-6A カイユースに代替されるまでベトナム戦争の初期には偵察任務にも使用された。ヒュー・トンプソン・ジュニアが操縦するレイヴンはソンミ村虐殺事件で重要な役割を果たした。レイヴンにはXM1武装サブシステムで連装のM37C .30 Cal.機関銃、M2武装サブシステムで連装のM60C 7.62 mm機関銃を搭載可能であった。照準にはXM76照準システムが使用された。
イギリス海軍はコーンウォールのカルドローズ海軍航空基地に駐留する第706飛行隊で長年にわたりヒラー 12Eを使用した。

## 派生型

### 軍用

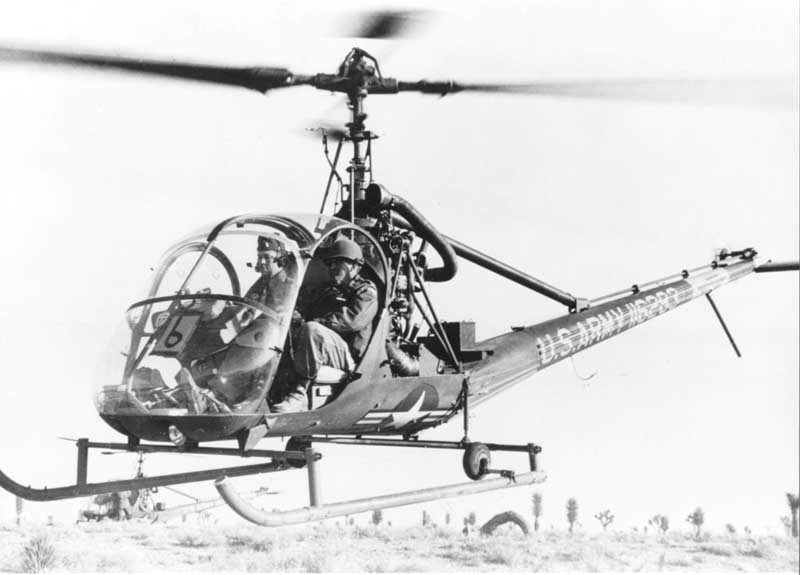
初期のOH-23

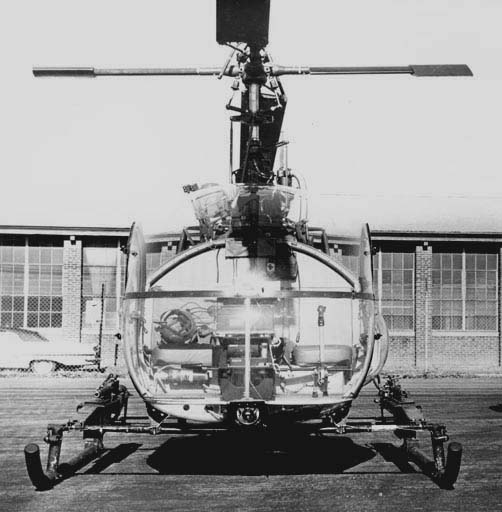
機関銃を搭載したOH-23

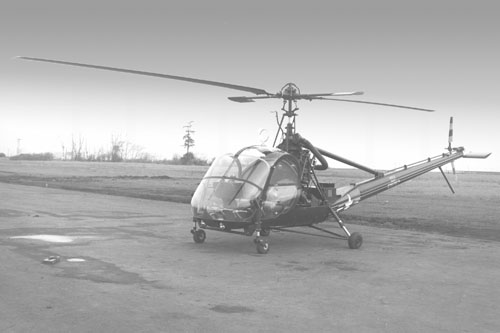
アメリカ海軍のHTE-2

YH-23
アメリカ陸軍の評価用の2座キャビンと178 hpのフランクリン製エンジンを備えたUH-12Aの1機。
H-23A
178 hp (133 kW) のフランクリン O-335-4 エンジンと複座のコックピットを持つ初期の量産型。アメリカ陸軍向けに100機製造、5機がアメリカ空軍での評価用。
H-23B
スキッド/車輪型降着装置と200 hp (149 kW) のO-335-6 エンジン（後に250 hpのVO-435-23Bに換装されたもの在り）を持つH-23A。1962年にOH-23Bと改称。アメリカ陸軍向けに273機製造、81機が軍用に輸出。
H-23C
3座キャビン、一体型キャノピーと金属製ローターブレードを持つUH-12C。アメリカ陸軍向けに145機製造。1962年にOH-23C と改称。
H-23D
新しいローターとトランスミッション、250 hp (187 kW)のライカミング VO-435-23Bエンジンを搭載したH-23C。アメリカ陸軍向けに348機製造。1962年にOH-23D と改称。
H-23E
UH-12E。購入に至らず。
H-23F
キャビンを25-inch延長し、305 hpのVO-540-A1Bエンジンを搭載した4座のUH-12E-4。1962年に OH-23Fと改称。アメリカ陸軍向けに22機製造。
H-23G
H-23Fの複式操縦装置付きの3座モデル。1962年にOH-23Gに改称。793機製造。
HTE-1
フランクリン O-335エンジンを搭載し、複式操縦装置付きの複座、3車輪式降着装置を持つUH-12A のアメリカ海軍仕様。17機製造。
HTE-2
フランクリン O-335-6エンジンを搭載したH-23Bのアメリカ海軍仕様。35機製造。
ヒラー HT Mk 1
イギリス海軍で使用された20機の元アメリカ海軍のHTE-2。
ヒラー HT Mk 2
イギリス海軍向けのUH-12E。21機受領。
CH-112 Nomad
カナダ軍での名称。

### 民間

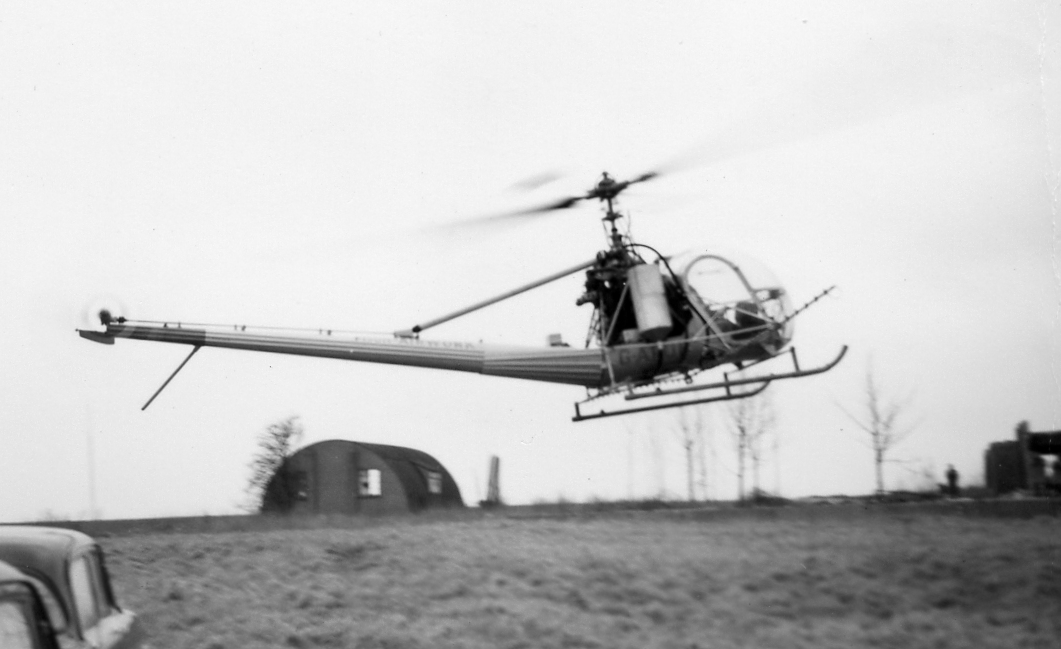
Hiller UH-12B

UH-12A
178 hpのフランクリン O-335-4 エンジンを搭載したアメリカ陸軍向けの元々の量産型。アメリカ陸軍での名称はH-23A。
UH-12B
アメリカ海軍向けの練習機仕様。アメリカ海軍での名称はHTE-1。
UH-12C
全金属製ローターブレードと一体成型の「金魚鉢」（"Goldfish bowl"）キャノピーを備えた3座仕様。アメリカ陸軍での名称はH-23C。
UH-12D
アメリカ陸軍向けH-23C の改良型。アメリカ陸軍での名称はH-23D。
UH-12E
H-23Dの3座、複式操縦装置付き仕様。
UH-12ET
アリソン 250 ターボシャフトエンジンを搭載したUH-12E。
UH-12E3
新しい3座の量産型。
UH-12E3T
新しいターボシャフトエンジン搭載の量産型。
UH-12E4
4座の民間仕様。アメリカ陸軍での名称はH-23F。
UH-12E4T
4座のターボシャフトエンジン搭載の量産型。
UH-12L-4
キャビンの窓を拡大した胴体延長版。

## 運用

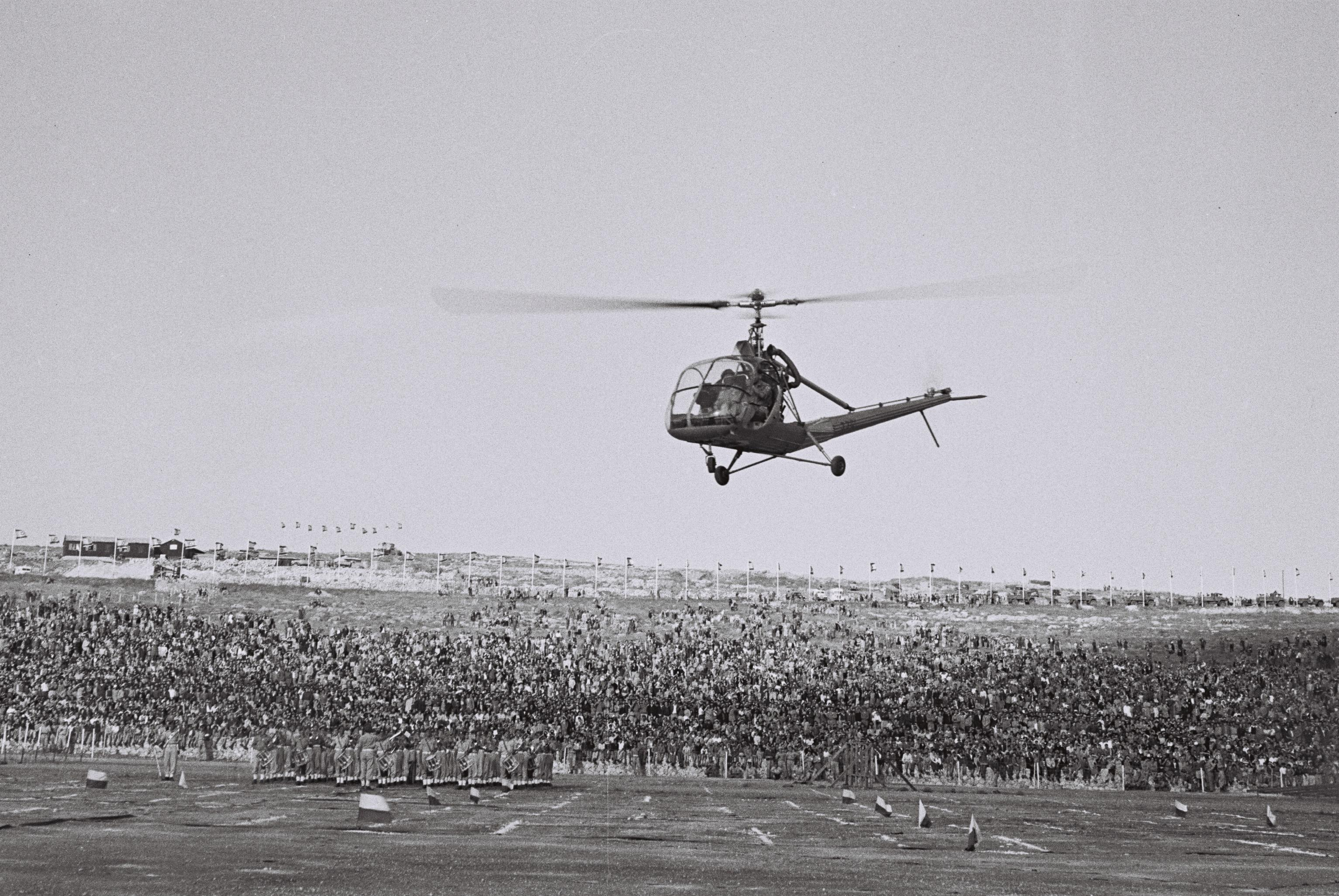
イスラエル空軍 のOH-23, Jerusalem 1952

アルゼンチン
- アルゼンチン陸軍[9]
- ブエノスアイレス州警察 [10]

 カナダ
- カナダ陸軍[11]

 チリ
- チリ空軍[12]

 コロンビア
- コロンビア空軍[12]

 ドミニカ共和国
- ドミニカ共和国空軍 [13]

 グアテマラ
- グアテマラ空軍 [14]

 インドネシア
- インドネシア空軍[14]

 イスラエル
- イスラエル空軍[14]

 メキシコ
- メキシコ空軍 [15]

 オランダ
- オランダ空軍[16]

 パラグアイ
- パラグアイ空軍 [17]

 ペルー
- ペルー空軍 [18]

 韓国
- 大韓民国陸軍 [19][20]

 タイ
- タイ王国国家警察庁[21]

 イギリス
- ブリストウ・ヘリコプターズ[21]
- イギリス海軍 [22]

 アメリカ合衆国
- コロンビア・ヘリコプターズ[23]
- アメリカ陸軍[24]
- アメリカ海軍[24]

 ウルグアイ
- ウルグアイ空軍[25]

## 要目 (H-23D)
出典: United States Military Aircraft since 1909
諸元
- 乗員: 2
- 全長: 8.47 m （27 ft 9+1⁄2 in）
- 全高: 2.99 m （9 ft 9+1⁄2 in）
- ローター直径: 10.80 m （35 ft 5 in[27]）
- 空虚重量: 825 kg （1,816 lb）
- 最大離陸重量: 1,227 kg （2,700 lb）

性能
- 最大速度: 153 km/h （83 knots） 95 mph
- 巡航速度: 132 km/h （71 knots） 82 mph
- 航続距離: 317 km （171 海里） 197 mi
- 実用上昇限度: 4,025 m （13,200 ft）
- 上昇率: 5.3 m/s （1,050 ft/min）